# Radio Nora

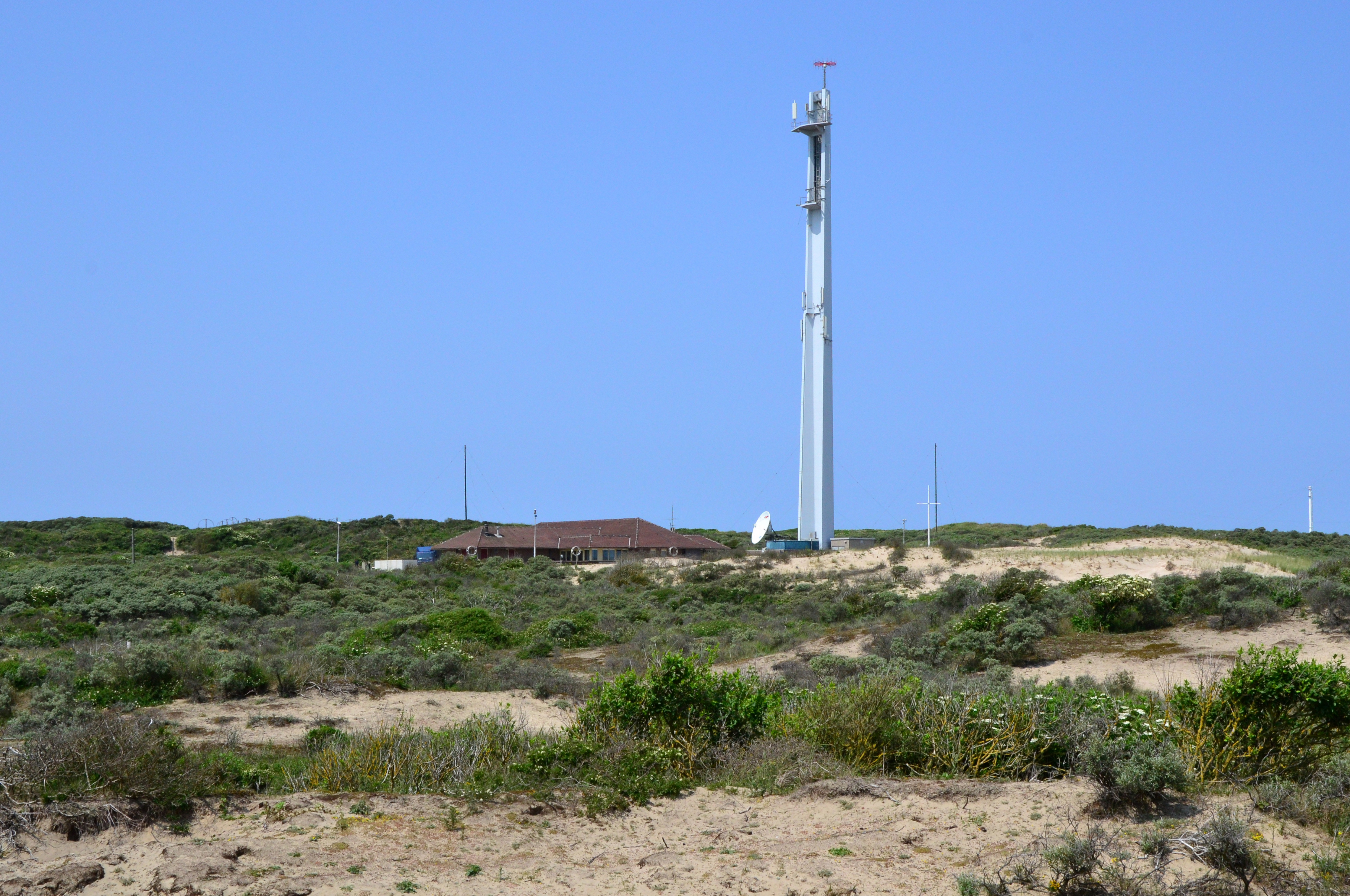
De zender in 2013

Radio Nora (afkorting van NOordwijk RAdio) is een radio-ontvangststation, gelegen in de Nederlandse gemeente Noordwijk ten noorden van de badplaats en twee km zuidelijk van de Langevelderslag, op de Duindamse Slag aan de Noordzeekust. In 1939 en 1940 heeft het als noodvliegveld Langeveld dienstgedaan.

## Geschiedenis
In de jaren twintig van de twintigste eeuw raakten de ontwikkelingen op radiogebied in een stroomversnelling. Naast de al sinds de jaren tien in gebruik genomen lange golf raakten de middengolf en de korte golf vanwege de betere propagatiemogelijkheden in zwang. Voor Nederland waren verbindingen over lange afstand van belang om contact te kunnen onderhouden met de Nederlandse koloniën (Nederlands-Indië in het oosten, Suriname en de Nederlandse Antillen in het westen) en het scheepvaartverkeer dat de verbindingen daarmee onderhield.
Deze radio-uitzendingen vonden plaats vanaf vier plaatsen:
- (tot 1941) vanuit Huizen (waar destijds ook de zendantennes van de andere omroepen stonden) de omroepuitzendingen van de Philips Omroep Holland-Indië (PHOHI)
- (tot 1980) vanuit Radio Kootwijk op de Veluwe de telegrafie- en telefonie-uitzendingen
- (tot 1942) vanuit Batavia en andere plaatsen in Nederlands-Indië de omroepuitzendingen van de Nederlandsch-Indische Radio Omroep Maatschappij (NIROM)
- (tot 1942) vanaf de hoogvlakte Malabar bij Bandoeng telegrafie- en telefonie-uitzendingen.

Voor de ontvangst bleek het beter niet te dicht bij de zender een ontvangststation te bouwen. In Nederland werd eerst gekozen voor Sambeek bij Boxmeer, later Meijendel bij Wassenaar, maar vanwege de vrije ligging en minder storing door de ontstekingen van automotoren werd in 1928 door het Ministerie van Verkeer en Waterstaat gekozen voor het Langeveld ter hoogte van Noordwijkerhout.
Er werden zowel ontvangstantennes aangelegd, die op het zuidoosten en op het zuidwesten gericht waren, als draaibare antennes. De in een houten barak gevestigde technische staf kreeg per telegraaf of telefoon, vanaf 1933 ook per telex, opdracht de draaibare antennes te richten of de radio's af te stemmen op bepaalde golflengten. De ontvangen signalen werden per telefoonkabels verzonden naar de grote steden, de ministeries en de generale staven van het Nederlandse leger en de marine. Ook Radio Scheveningen kon desnoods beschikken over de ontvangstmogelijkheden.
Vanwege het militaire belang werden er in 1939 militairen gelegerd in in allerijl aangelegde betonnen bunkers en werd er een noodvliegveld Langeveld aangelegd.
In 1940 werden afwerpingen van Duitse parachutisten of landingen door troepentransportvliegtuigen voorkomen door het noodvliegveld te camoufleren. Er vonden geen gevechtshandelingen plaats.
Tijdens de Tweede Wereldoorlog werd het station door de bezetter gebruikt voor het contact met de U-boten op de Atlantische Oceaan en het afluisteren van vijandelijk radioverkeer. De Duitse bezetters bouwden nieuwe bunkers en een geschutskoepel, die in nauw contact stond met de kustbatterijen in Noordwijk, Zandvoort en IJmuiden als deel van de Atlantikwall West-Holland. Het verzet was ruim geïnfiltreerd tussen de bouwvakkers en saboteerde de aanleg door mortel en cement achter te houden dan wel verkeerd te mengen. Ook pogingen om voor te doen alsof de Luftwaffe er vliegtuigen gestationeerd hadden mislukten aldus. Vanwege de te smalle betonnen toevoerpaden (nu nog in gebruik als fietspaden) was het onmogelijk er een lanceerplaats voor V2's aan te leggen.
Na de bevrijding bleef het ontvangststation in militaire handen, nu vooral als ontvangststation voor de Marine Luchtvaartdienst en tot de sluiting in 2006 het Marine Vliegkamp Valkenburg, de communicatie met de onderzeeërs van de Koninklijke Marine en (tot 1999) incidenteel van de koopvaardij via Radio Scheveningen. Sinds 2004 is het een onbemand station. De verbindingen met elders vinden inmiddels plaats via glasvezel. Ook zijn er satellietschotels geplaatst. Sinds begin 2017 is het radiostation weer bemand door medewerkers van defensie. 